# Geistliche Güteradministration
Die Geistliche Güteradministration (auch: Geistliche Güterverwaltung oder Heidelberger Administration) war eine Finanz- und Verwaltungsbehörde der Kurpfalz, die in Heidelberg ansässig war.

## Zuständigkeiten
Örtlich zuständig war sie für die „Untere Pfalz“ (Rheinpfalz). Das Rechnungsjahr begann an „Cathedra Petri“ (22. Januar).
Sachliche Zuständigkeit
Im Zuge der Säkularisation von Klöstern, Stiften und anderen kirchlichen Institutionen in Folge der Einführung der Reformation in der Kurpfalz übernahm die Geistliche Güteradministration zahlreiche derartige Einrichtungen. Um sie abzuwickeln – insbesondere ging es um die Versorgung der dort zuletzt noch verbliebenen Kleriker – und um die der Kurpfalz so zugeflossenen Vermögenswerte zu verwalten, wurde die Behörde geschaffen. Sie hieß zunächst Der unteren kurfürstlichen Pfalz Kirchengüter- und Gefällverwaltung, später umbenannt in Geistliche Güteradministration. Die Aufgaben der Geistlichen Güteradministration bestanden darin, das ihr anvertraute Vermögen ordnungsgemäß zu verwalten und zugleich die Kirchengebäude, Schulen und Hospitäler zu unterhalten und Almosen aus den Einkünften zu bestreiten. Der Verwaltung war gestattet, im Namen des Kurfürsten Schreiben und Verträge auszufertigen, wobei sich die Regierung vorbehielt, diese gegebenenfalls inhaltlich und formal zu überprüfen. Die Verwaltung war zu einem sparsamen Umgang mit Personal angehalten.
Weitere Aufgabe war, ein Inventar des mobilen, aus Kirchenbesitz übernommenen Vermögens zu erstellen.
Immobilien durfte die Geistliche Güterverwaltung nur nach vorheriger Zustimmung der Regierung verkaufen.

## Gründung
Am 25. April 1576 erließ Kurfürst Friedrich III. von der Pfalz eine Geistliche Güter-Verwaltungs-Ordnung, eine Geschäftsordnung für die Behörde, die wohl nie komplett im Druck erschien und nur in einer Reihe von Handschriften erhalten ist. Diese Verwaltungsordnung ist bis mindestens 1614, wahrscheinlich aber darüber hinaus angewendet worden.
Subsidiär galt für die gesamte Verwaltung die Kanzlei-Ordnung, auf die auch alle Beamten zu Dienstbeginn verpflichtet wurden. Sie waren auch verpflichtet, die Bestimmungen der Kirchen-, Polizey-, und Eheordnungen einzuhalten und diese auch gegenüber den Untertanen durchzusetzen, die die von ihnen verwalteten Güter bewirtschafteten.

## Organisation
Nach der Verwaltungsordnung von 1576 bestand die zentrale Geistliche Güteradministration in Heidelberg aus acht Beamten:
- einem Verwalter (auch: „Direktor“)[13],
- einem Juristen,
- zwei Zugeordneten, die auch verpflichtet waren, die Regierungskanzlei bei ihrer Arbeit zu unterstützen[14]:
  - einem Rechenmeister (ihm oblag die Prüfung der von den einzelnen Güterkomplexen eingereichten Abrechnungen[15]),
  - einem Rechenschreiber, der den Rechenmeister in seiner Arbeit unterstützte[16],
- einem Registrator[17],
- einem „Kirchen-Bereiter“, der in Zusammenarbeit mit dem örtlichen Amtmann vor Ort darauf zu achten hatte, dass die von der Geistlichen Güteradministration verwalteten Vermögenswerte beisammengehalten und erhalten wurden. Weiter hatte er die Gelder und Abgaben von den Stellen ohne eigene örtliche Verwalter einzusammeln.[18] Weiter gab es
- zwei Hilfsschreiber.

Diese Beamten hatten Präsenzpflicht im Büro, sollten die anliegenden Geschäfte täglich besprechen, die Regierung beraten und waren ihr rechenschaftspflichtig. Der Kanzler war gehalten, einmal im Jahr eine „Visitation“ (Rechnungsprüfung) der Geistlichen Güteradministration durchzuführen.
Daneben wurde für die Verwaltung noch ein Hof-Bereiter tätig, der nicht zu der zentralen Verwaltung zählte, aber mit ähnlichen Aufgaben wie der Kirchen-Bereiter betraut war. Soweit das Spezialwissen eines Baufachmanns erforderlich war, sollte die Geistliche Güteradministration kein eigenes Personal einstellen, sondern auf den Hofbaumeister des Kurfürsten zurückgreifen.
Zusätzlich zu dem in der Zentrale in Heidelberg tätigen Personal gab es weiteres, das vor Ort die einzelnen Güterkomplexe betreute, „Pfleger“, „Schaffner“, „Kellerer“ und „Kollektoren“. Soweit Personal vor Ort für einzelne Projekte nicht ausreichte, durfte externes Personal als Dienstleister gegen Bezahlung eingesetzt werden.

## Weitere Entwicklung
Die Geistliche Güteradministration war eines der Konfliktfelder zwischen den römisch-katholisch gewordenen Landesherren und dem überwiegend reformiert gebliebenen Establishment und der Bürokratie der Kurpfalz.
1729 brannte es im Archiv der Geistliche Güteradministration in Heidelberg, wobei in großem Umfang Archivalien verloren gingen.

## Verwaltete, ehemalige kirchliche Einrichtungen
Nach Belegenheit geordnet
- Kellerei Disibodenberg
- Maria Himmelskron in Hochheim bei Worms (heute ein Stadtteil von Worms)
- Schaffnerei zu St. Katharina
- St. Peter in Kreuznach
- Kollektur in Kreuznach
- Präsenzmeisterei zu Kreuznach
- Kloster Mariacron
- Kloster Otterberg[26]
- Augustiner-Chorherrenstift Pfaffen-Schwabenheim
- Abtei St. Martin in Sponheim
- Kloster Liebenau bei Worms

## Personal
- Johann Nikolaus Quad von Kinkelbach (1651–1708), aus Hagenbach, Landschreiber in Kreuznach, nach 1685 zur römisch-katholischen Konfession übergetreten, 1699 kurpfälzischer Hofrat, 1706 Vorsitzender der Geistlichen Güteradministration, Grabstein in Schifferstadt[27]
- Johann Daniel Flad, 1745 Archivar der Geistlichen Güteradministration[28]
- Peter Immanuel Dahn (1735–1802), Jurist